# Dansk Håndværk
Dansk Håndværk er en landsdækkende arbejdsgiverforening for små og mellemstore virksomheder inden for byggeri, håndværk, træindustri og dermed beslægtede områder. Foreningens samler virksomheder inden for byggeri, håndværk og industri, og varetager medlemmernes faglige interesser samt yder service til medlemmerne.
Organisationen samler særligt mindre og mellemstore virksomheder og har været i kraftig vækst i de seneste år, særligt under finanskrisen. Organisationen samarbejder med en række andre organisationer, er repræsenteret i en lang række udvalg, bestyrelser og sammenslutninger, hvor man varetager SMV'ernes interesser indenfor branchen.  
Dansk Håndværk har hovedsæde i Håndværkets Hus i København. Organisationen rådgiver og hjælper medlemsvirksomhederne fagligt og juridisk og dækker virksomhederne via en garanti- og ankenævnsordning, så de kan give forbrugerne en garanti i forbindelse med det arbejde, medlemsvirksomhederne udfører for private.
Dansk Håndværk er medlem af SMVdanmark, og Dansk Håndværks formand, Niels Techen, er også formand for SMVdanmark.

## Eksterne kilder og henvisninger
- Arbejdsgiverorganisationens netside